# 鮒飯
鮒飯（ふなめし）は岡山県の郷土料理。主に冬季に食べられる。

## 特徴

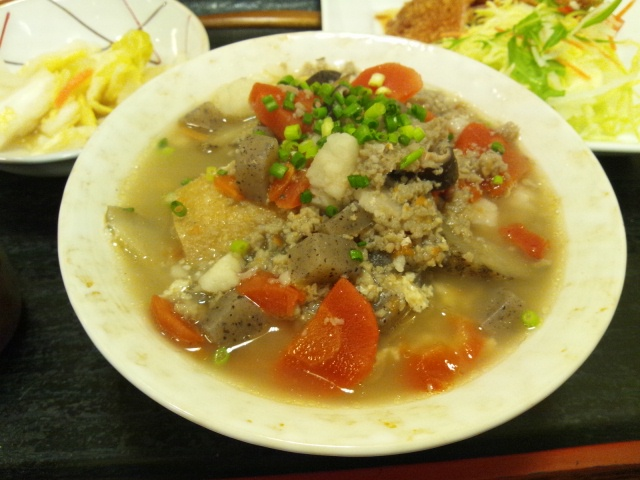
鮒飯。「けんちん汁」の具材に鮒のミンチ肉を入れ雑炊仕立にしたものに近い

ギンブナを三枚に下ろし、中骨を取り除き、硬い小骨が多いため身をよく包丁で叩いてミンチ状にし（時季には「フナミンチ」としてこの状態のものを売っている鮮魚店もある）、少量の油と醤油、みりん、砂糖、だし汁等で炒め煮したものを、ご飯にかけて食べる。なお、多くの場合は具材を加えて調理する（後述）。
フナは他の川魚同様、またはそれ以上に泥臭いため、冬場にとった寒鮒を用いたり、綺麗な真水で餌をやらずに数週間放し、泥抜きをしたものを使う。

## 主な具材
地域・状況によって具材は変わる。また、具材はフナのみものもある。
- ギンブナミンチ
- 根菜類 - ゴボウ、ニンジン、サトイモ、ダイコン、タマネギなど
- キノコ類 - シイタケ、シメジなど
- 油あげ
- 葉物類 - ネギ、セリなど
- コンニャク
- ショウガ

## 補足
池波正太郎の時代小説作品『剣客商売』にも登場しているが、岡山と同様のものが江戸にもあったのかどうかは不明である。